# Freckenfeld
Freckenfeld település Németországban, Rajna-vidék-Pfalz tartományban. Lakosainak száma 1577 fő (2023. december 31.). Freckenfeld Wörth am Rhein és Vollmersweiler községekkel határos.

## Népesség
A település népességének változása:

## Legenda
A pfalzi Kandel és Freckenfeld településeken úgynevezett gőzgombócos kapukat (Dampfnudeltor) találhatunk. Nevüket onnan kapták, hogy a kapuk boltíveit ezernél is több kőből készült gőzgombóccal díszítették. Freckenfeld gőzgombócos kapujáról a következő monda kering: A harmincéves háborúban egy svéd lovasszázad magas pénzösszeget követelt a polgároktól, fosztogatással és öldökléssel fenyegették meg őket, jóllehet a svédek akkoriban a helybeliekhez hasonlóan evangélikusok voltak. Egy küldöttség viszont elérte a svéd századosnál, hogy a követelést enyhítse. A megállapodás szerint, ha őt és katonáit bőségesen ellátják élelemmel, akkor megkímélik a lakosságot. Johannes Muck pékmester ezután feleségével és a szolgálólányukkal egy nagy üst mártást főzetett, és megparancsolta, hogy azt borral jól ízesítsék be. Ő pedig segédjeivel gőzgombócokat főzött, míg az összes katona jól nem lakott: összesen 1286 darabot. A lovasszázad elégedett volt a vendéglátással, és megkímélte a falut a további zsarolástól, rombolástól és öldökléstől.
| Lakosok száma | 1239 | 1546 | 1592 | 1582 | 1558 | 1578 | 1577 |
|               | 1975 | 2013 | 2017 | 2019 | 2021 | 2022 | 2023 |